# Staupsäule (Żmigród)
Die Staupsäule  in der niederschlesischen Stadt Żmigród (Trachenberg) ist eine Säule aus dem 17. Jahrhundert. Sie wird wegen ihrer Rutenmann-Skulptur auch allgemein als Schandemänndel und Schandemännel bezeichnet. Sie befindet sich auf dem Ring, dem Plac Wojska Polskiego.

## Geschichte und Beschreibung
Bereits im 13. Jahrhundert war eine Staupsäule in der Stadt vorhanden und diente als Pranger zur Körperstrafe. Die spätere Staupsäule wurde 1683 aufgestellt. An dem schlanken Schaft befanden sich die Ringe, an denen die Sünder angebunden wurden. Auf dem Kapitell krönt ein Rutenmann mit einem hohen Hut, einer Rute in seiner rechten Hand und einem kurzen Richtschwert in der linken Hand. Sie ähnelte somit der Breslauer Staupsäule. Ihr ursprünglicher Standort war die Ostecke des Rings, des zentralen Marktplatzes. 1816 wurde sie vor die Tore der Stadt verlegt und an einer Landstraße aufgestellt. Dort verfiel sie nach und nach. 1931 widmete man sich dem alten Wahrzeichen und ließ es durch einen Bildhauer restaurieren. Nach der Restauration wurde die Staupsäule wieder auf dem Ring aufgestellt.
Beim Einmarsch der Roten Armee in die Stadt im Januar 1945 wurde die Staupsäule zerstört. Mit der Unterstützung von gesammelten Geldspenden deutscher Vertriebener und der Krauße-Stiftung konnte die Staupsäule originalgetreu rekonstruiert werden und 2018 konnte die Kopie an ihrem ursprünglichen Standort wieder aufgestellt werden.